# Blue Lake Rhino
Koordinaten: 47° 33′ 59″ N, 119° 25′ 36″ W
Das Blue Lake Rhino (englisch für „Nashorn vom Blauen See“) ist ein Abdruck eines ausgestorbenen Nashorns, der sich zusammen mit einigen Fossilresten in einem Basaltlavastrom nahe der Stadt Coulee City im zentralen Teil des US-Bundesstaates Washington erhalten hat. Dieser Abdruck wird auf ein Alter von rund 15 Millionen Jahre datiert und ist damit ins Mittlere Miozän zu stellen. Bedeutung erlangt der Fund aus zweierlei Gründen: Zum einen ist er in die wenigen Nachweise über die Form des ehemaligen Weichteilgewebes eines ausgestorbenen Tieres einzureihen, zum anderen gehören die aufgefundenen Knochen- und Zahnreste zu den nur spärlich vorliegenden Fossilien aus vulkanischen Gesteinen weltweit. Entdeckt wurde der Nashornabdruck und einzelne zugehörige Knochenfunde im Jahr 1935.

## Fundort und Entdeckung
Der Nashornabdruck befindet sich nahe der Ortschaft Coulee City am Columbia River im Grant County des US-Bundesstaates Washington. Er ist eingebettet in den Columbia-Plateaubasalt, der hier an der Südwestseite des Jasper Canyon bis zu 120 m hohe Steilhänge bildet und so den Blue Lake als Teil des ehemaligen Flussbettes Grand Coulee begrenzt. Der Abdruck selbst liegt etwa 60 m oberhalb der Wasseroberfläche in einer höhlenartigen Öffnung mit einem nur wenige Dutzend Zentimeter breiten Eingang. Entdeckt wurde er im August des Jahres 1935 von einer Wanderergruppe aus Seattle, die zahlreiche Knochen bemerkten und einen bezahnten Unterkiefer mitnahmen, den sie anschließend an George F. Beck übergaben, damals Professor am Central Washington College of Education in Ellensburg, heute Central Washington University. Kurz darauf besuchte Beck zusammen mit einem Assistenten den Hohlraum und dokumentierte zahlreiche knöcherne Reste, worüber er im selben Jahr eine erste Veröffentlichung publizierte. Die Funde wurden später als zu einem Aphelops-ähnelnden Nashorn beschrieben. In der nachfolgenden Zeit suchten mehrere Wissenschaftler den Fundort auf, unter anderem 1936 Walter M. Chappell, doch konnten aufgrund des Zweiten Weltkrieges keine intensiveren Untersuchungen getätigt werden. Dies erfolgte erst 1948 und 1949, als J. Wyatt Durham den Nashornabdruck aufsuchte und eine Abformung erstellte.

## Geologische Situation

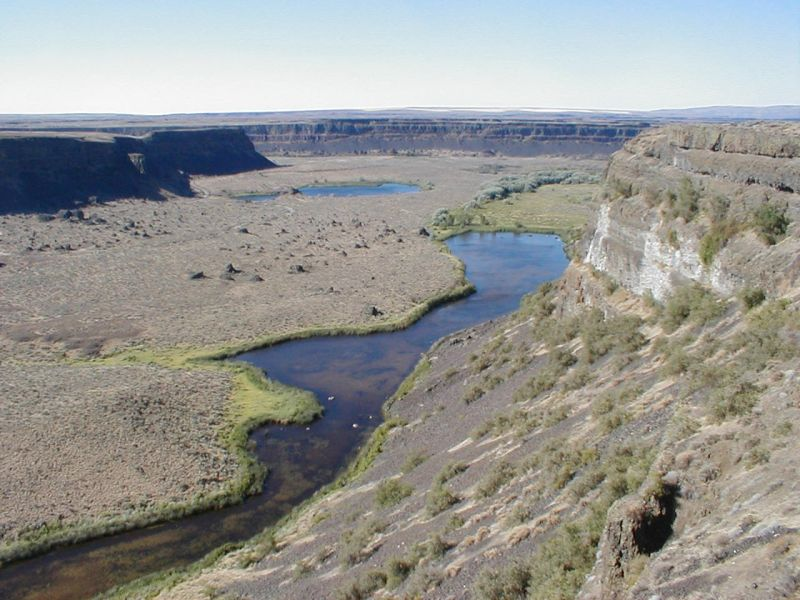
Basaltformationen des Grand Coulee bei unterhalb von Dry Falls nahe Coulee City

Der Nashornabdruck befindet sich an der Basis eines etwa 60 cm mächtigen Basaltes aus Kissenlava, der nach oben in einen bankigen Basalt übergeht. Im Bereich des Nashornabdrucks ist die Kissenlava etwas dicker, ebenso da, wo andere organische Objekte fossilisiert wurden, etwa Baumstümpfe wie ein bis zu 1,5 m langer Stamm eines Walnussbaums. Die sackförmig geformten Basalte sind porös und teilweise sogar hohl. Etwa 230 m südlich der Stelle des Nashornabdrucks ist der Kissenbasalt nur noch 30 cm mächtig, so dass angenommen werden kann, dass der Lavastrom im Bereich der Einschlüsse etwas aufgestaut gewesen war. Unterlagert wird der gesamte Basaltblock von einer 5 bis 12 cm mächtigen Schicht aus feinsandigen Silten, die wiederum auf einem stark löchrigen Basalt sedimentiert war.
Ursprünglich wurde der Basalt dem Yakima-Basalt zugewiesen, der großflächig am Columbia und am Yakima River aufgeschlossen ist und dem Miozän bis Unteren Pliozän zugewiesen wird. Die Basalte des Columbia-Plateaubasaltes entstanden durch zahlreiche Vulkanausbrüche, die sich in der geologischen Vergangenheit im Nordwesten der heutigen USA ereigneten und die eher aus Spalten und Rissen herausflossen als von echten Vulkanbergen entstammen. Da Basalt aus basischer Lava mit einem geringen Siliziumdioxidanteil entsteht, ist diese eher dünnflüssig und kann mit einer Geschwindigkeit von bis zu 100 km/h fließen, wobei sie eine Temperatur von 900 bis 1200 °C aufweist. Zwischen den einzelnen Eruptionen und Effusionen muss aber so viel Zeitabstand gelegen haben, dass sich eine neue Pflanzendecke mit mehreren Meter hohen Bäumen bilden konnte. Der Nashornabdruck wird heute auf 14 bis 16 Millionen Jahre geschätzt und gehört somit ins Mittlere Miozän. Der Eingang zu der höhlenartigen Öffnung wurde dann erst im Pleistozän geschaffen, als sich Unmengen an Schmelzwässer der tauenden Kontinentaleisschilde in den Basalt einfraßen und so die Canyons des Grand Coulee schufen.

## Aussehen des Abdrucks und des rekonstruierten Tieres

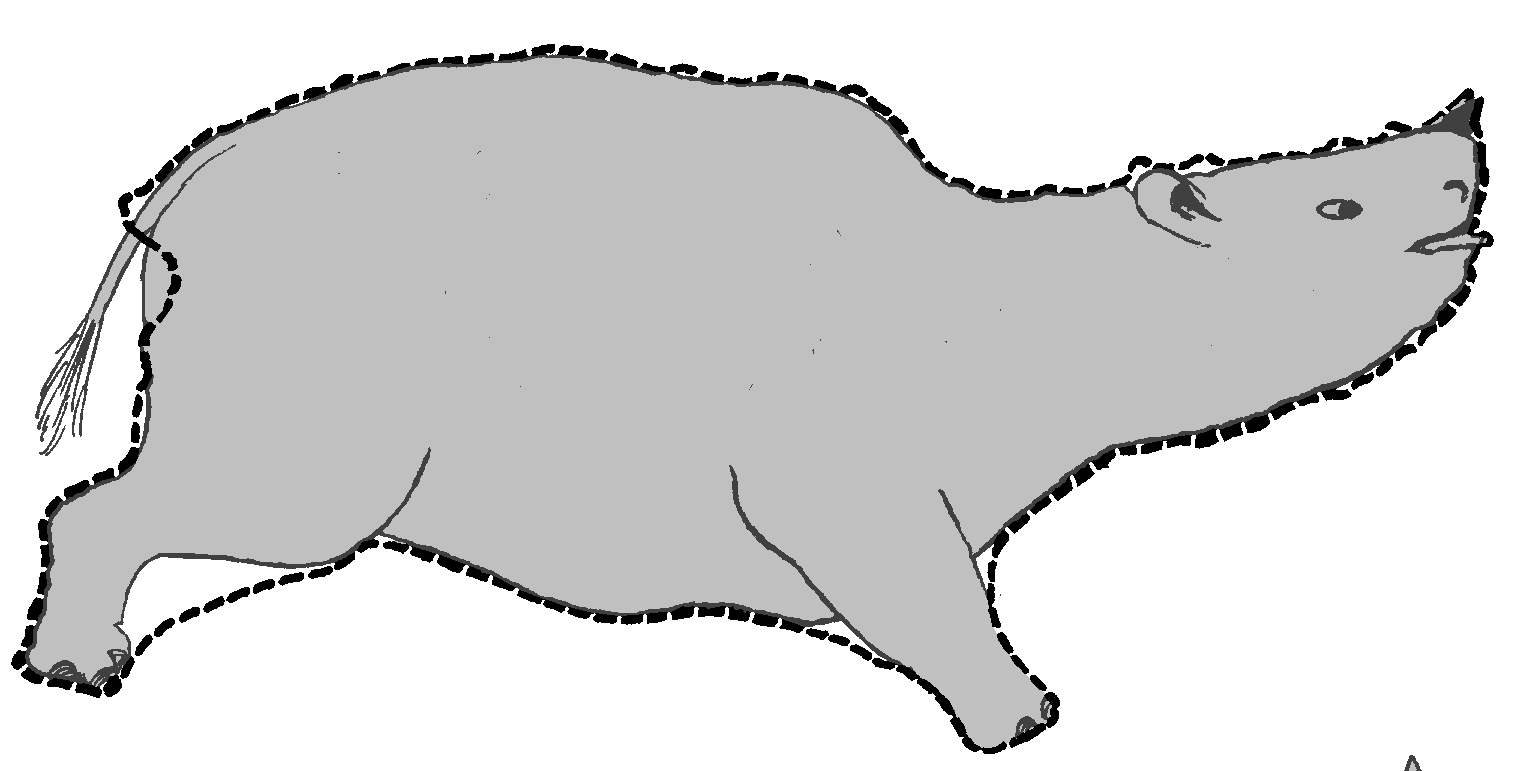
Umrisszeichnung des Nashornabdrucks (schwarze gestrichelte Linie) und rekonstruiertes Tier (graue Linie)

Der Abdruck hat eine generell nashornartige Form und ist leicht gekrümmt. Dem Basalt fehlen dabei flache Eintiefungen, die typisch für Lavahöhlen sind, womit der Abdruck nicht in diese Kategorie von Hohlräumen in Ergussgesteinen eingeordnet werden kann. Das Tier lag dem Abdruck zufolge auf der linken Seite, die gesamte Eindrucksfläche ist aber um etwa 30° geneigt. Die Beine sind etwas nach außen gerichtet, was typisch ist für Lebewesen in Totenstarre und formen teils tiefe Löcher im Basalt. Ein Ausguss dieser Vertiefungen ergab, dass sowohl an den Vorder- als auch an den Hinterfüßen sich die Abdrücke von jeweils drei Zehen erkennen lassen, ebenso dass ein dickes Fußpolster ursprünglich ausgebildet war. Der Kopf ist lang und vorn etwas zugespitzt, wobei diese Vorragung höchstwahrscheinlich mit einer spitz ausgebildeten Oberlippe in Verbindung zu bringen ist. Die Nase weist einige Beschädigungen auf, da sie zwischen zwei Basaltkissen klemmte, zeigt aber die Ansätze von zwei paarig angeordneten Hörnern auf der Nasenspitze, während auf der Stirn kein Hinweis auf ein Horn gefunden wurde. Am Nacken treten quer verlaufende Dellen auf, die den Eindruck erwecken, dass das Tier hier Hautfalten besaß, so wie es von den meisten heute noch lebenden Nashornarten bekannt ist. Der gesamte Körper des Tieres ist 168 cm lang, die Beinmitten haben einen Abstand von 112 cm. Kopf und Nacken erstrecken sich über 71 cm, so dass die Kopf-Rumpf-Länge etwa 239 cm betrug.

## Fossilreste
Innerhalb des Abdruckes wurden mehrere Fossilreste gefunden, möglicherweise war ursprünglich mehr oder weniger das vollständige Skelett vorhanden gewesen. Einige Stücke verblieben in der Aushöhlung, vor allem vom linken vorderen Bein, da diese zu fest im Gestein steckten und daher nicht geborgen werden konnten. Die Knochen sind porös und verkieselt, aber durch Einlagerung von Eisen, Phosphor und Magnesium sowie anderen Mineralien aus dem umliegenden Basalt sehr hart. Zudem sind sie sehr kleinstückig, können aber zum Teil zu ihrer Ursprungsform zusammengesetzt werden. Überliefert sind ein unvollständiger Unterkiefer mit Resten von beiden Kieferhälften, Schädel- und Zahnfragmente, Teile der Rippen und einige Handwurzelknochen, darunter das Erbsenbein. Am besten ist jedoch der Unterkiefer mit dem aufsteigenden Gelenkbogen und der vollständigen Zahnreihe vom zweiten Prämolaren bis zum letzten Molaren erhalten. Die gesamte Zahnreihe ist 18 cm lang. Dabei werden die Backenzähne von vorne nach hinten größer. So hat der vorderste Prämolar eine Länge von 1,5, der hinterste Molar aber eine von 3,6 cm. Die Zähne gehören eindeutig zu einem Nashorn, da sie aber zu stark beschädigt sind, können keine Rückschlüsse auf die genaue Art oder Gattung gezogen werden, außer dass das Tier in eine nähere Verwandtschaft zu Diceratherium zu stellen ist. Alle Funde befinden sich heute im Museum der University of California (Museumsnummer: 40307).

## Interpretation
Der gesamte Abdruck gibt den Umriss des Nashorn sehr gut wieder, es ist aber möglicherweise größer als das ursprüngliche Tier, da es eher aufgedunsen wirkt. Gut erhalten ist der vordere Fuß, der anzeigt, dass er nur drei Zehen aufwies, das Tier also in die Reihe der moderneren Nashörner Nordamerikas gehört, da die vierzehigen Vertreter bereits zum Ende des Oligozäns ausgestorben waren. Auch der vordere Teil des Schädels ist gut überliefert und zeigt eine markante, spitze Oberlippe, die typisch ist für Tiere mit Spezialisierung auf weiche Pflanzenkost, ähnlich dem heutigen Spitzmaulnashorn (Diceros bicornis). Allerdings ist die Nasenregion beschädigt, da dieser Teil zwischen zwei Basaltbrocken steckte, so dass die Form und die Größe der Hörner nicht bekannt sind. Aufgrund der Größe des Abdruckes wird in der Regel eine Zuweisung zu Diceratherium, Menoceras oder Peraceras gemacht, die jeweils über paarige Hörner auf der Nase verfügten.
Es wird angenommen, dass das Nashorn bereits tot war, als der Lavastrom es erfasste und mitschleppte, darauf deuten einerseits der stark aufgedunsene Körper, wie die angefertigten Abgussrekonstruktionen ergaben, andererseits die Lage der abgespreizten Beine und der erhobene Kopf, was typisch ist für die Leichenstarre. Kissenlava entsteht, wenn der über 900 °C heiße Lavastrom in Wasser eintritt und dadurch sehr schnell erkaltet und starr wird. Dieser Kontakt mit Wasser und das schnelle Abkühlen muss zeitlich sehr rasch erfolgt sein, da ansonsten die organischen Reste des Nashorns verbrannt und die Form des Abdrucks sich nicht erhalten hätte. Gleiches gilt auch für die aufgefundenen Baumreste, da Holz schon bei wesentlich geringeren Temperaturen als jener der basischen Lava brennt.

## Bedeutung
Der Nashornabdruck vom Blue Lake ist einer der wenigen Hinweise auf die Weichteilanatomie ausgestorbener Nashörner, die sonst nur von Mumien aus dem Permafrost oder aus Ölschiefer bekannt sind und generell vom Wollnashorn (Coelodonta antiquitatis) überliefert wurden. Daneben ist der Abdruck und der Knocheninhalt eines der spärlichen Beispiele für eine Fossilerhaltung in Gesteinen vulkanischen Ursprungs (Magmatisches Gestein), da diese sonst überwiegend nur in Lockersedimenten oder Sedimentgesteinen erhalten bleiben. Zu den marginalen Hinweisen von Nashörnern aus Vulkangesteinen ist weiterhin ein angekohlter Nashornschädel aus einem Ignimbritstrom südwestlich von Avanos in der zentralen Türkei zu zählen. Dieser wird dem heutigen Breitmaulnashorn (Ceratotherium simum) zugewiesen und stellt mit einem Alter von 9,2 Millionen Jahren einen der frühesten Nachweise dieser Nashornart dar. Der Abdruck vom Blue Lake wurde bereits von J. Wyatt Durham und Donald E. Savage 1948 ausgeformt, ebenso wie sie ein Modell des Nashorns anfertigten. Beide Rekonstruktionen sind heute im Burke Museum of Natural History and Culture in Seattle zu besichtigen.